# هونگچی گوئولی
هونگچی گوئولی (چینی: 红旗国礼) که قبلاً به نام هونگچی ال۵ شناخته می‌شد، یک سدان اندازه بزرگ لوکس چینی در سبک نئو-رترو است که توسط شرکت هونگچی ساخته می‌شود که از سال ۲۰۱۴ یکی از شرکت‌های زیرمجموعه فاو کار و متعلق به گروه فاو است. شکل ظاهری این خودرود از مدل قدیمی‌تر هونگچی سی‌ای۷۷۰ الهام گرفته شده است. هونگچی گوئولی در حال حاضر پرچمدار و بالاترین مدل هونگچی است.

## نسل اول (۲۰۲۲–۲۰۱۴)

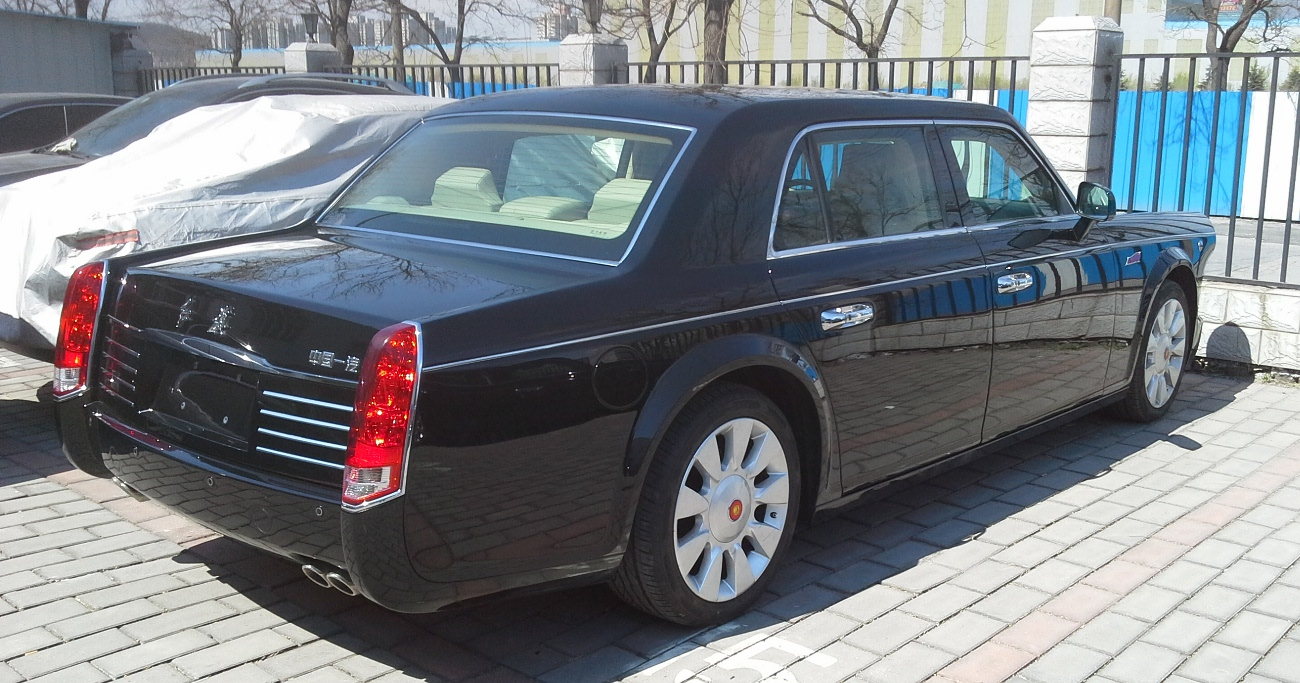
نمای پشتی هونگچی ال۵

هونگچی ال۵ در یک رژه در مینسک.

هونگچی ال۵ که در سال ۲۰۱۳ در نمایشگاه خودروی شانگهای رونمایی شد، به‌عنوان گران‌قیمت‌ترین خودروی ساخت چین که تاکنون برای خرید در دسترس بوده شناخته می‌شود، با قیمتی معادل ۵ میلیون رنمینبی (حدود ۸۰۰ هزار دلار آمریکا یا ۵۸۰ هزار پوند بریتانیا). این خودرو، خودروی رسمی دولتی چین است و توسط رئیس‌جمهور شی جین پینگ مورد استفاده قرار می‌گیرد. این سدان در حال حاضر فقط در بازار چین عرضه می‌شود.
تعداد محدودی از نسل اول ال۵ از طریق کمک‌های اهدایی به بلاروس صادر شده‌اند، جایی که توسط ارتش بلاروس به‌عنوان خودروی رژه استفاده می‌شوند و نخستین بار در رژه روز پیروزی مینسک در سال ۲۰۱۵ به نمایش درآمدند.
در سال ۲۰۱۶، شرکت هونگ‌چی نسخه‌ای از ال۵ با موتور هشت سیلندر معرفی کرد که مجهز به یک موتور ۴ لیتری دو توربو وی۸ با توان تولید ۳۸۱ اسب بخار و جعبه‌دنده ۸ سرعته اتوماتیک بود. مدل ۱۲ سیلندر ۶ لیتری با کد سی‌ای۷۶۰۰ شناخته می‌شود و نسخه هشت سیلندر با کد سی‌ای۷۴۰۰ عرضه شده است. مدل سی‌ای۷۴۰۰ در سال ۲۰۱۷ وارد بازار شد.
مدل ال۵ دارای سه نسخه مختلف است: نسخه معمولی (شخصی)، نسخه رسمی دولتی، و نسخه مخصوص رژه. طول این خودرو ۵٫۵۵۵ متر است؛ عدد پنج در فرهنگ چینی عددی خوش‌یمن به‌شمار می‌رود.

## نسل دوم (۲۰۲۳ تا کنون)

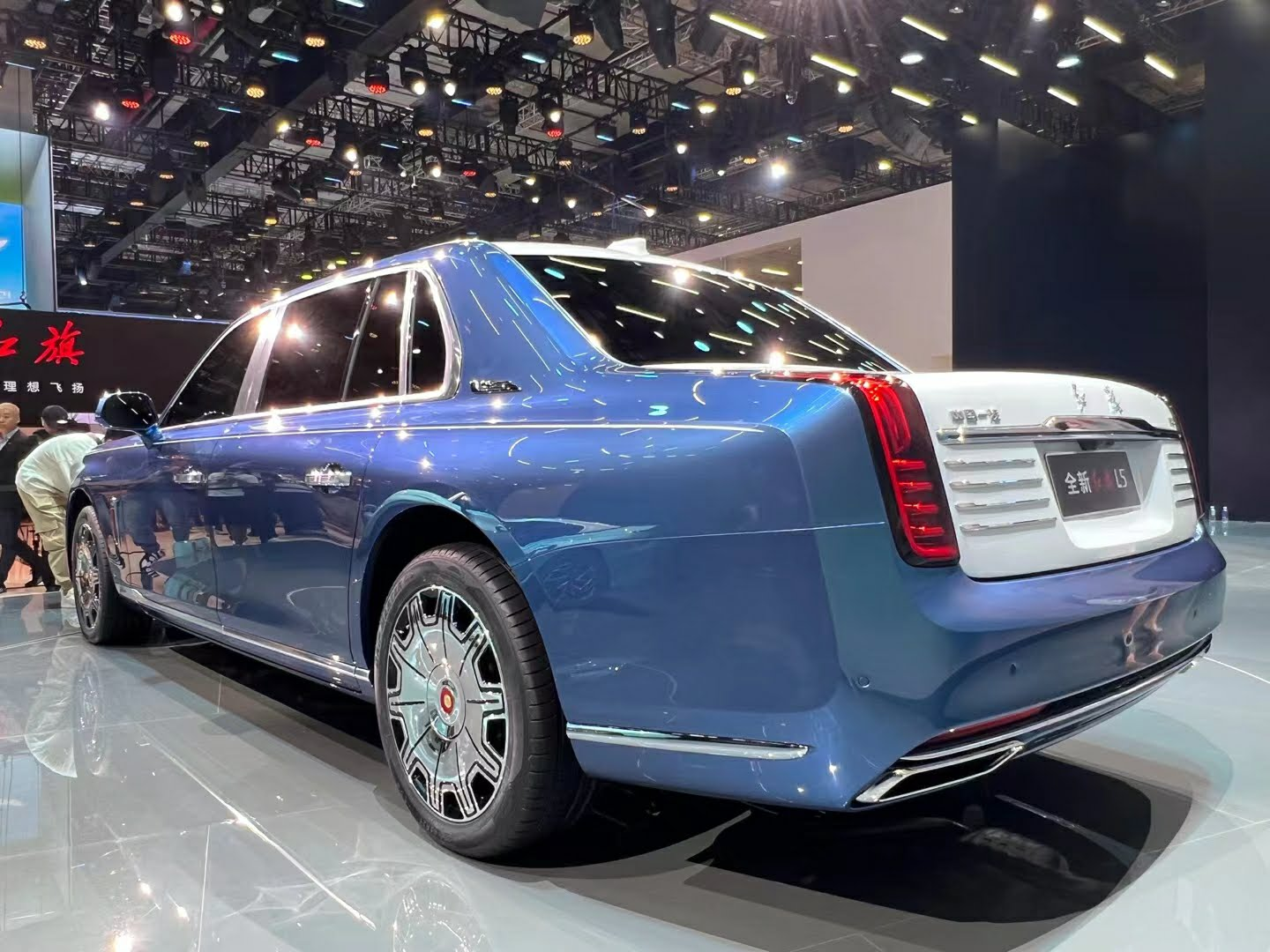
نمای پشتی هونگچی گوئولی

در آوریل ۲۰۲۳، نسل دوم هونگ‌چی ال۵ در نمایشگاه خودروی شانگهای ۲۰۲۳ رونمایی شد.
مدل «گوئولی» (Guoli؛ تلفظ: guó lǐ) دارای طراحی بدنه دو رنگ بوده و ابعاد آن برابر است با ۵۹۸۰ × ۲۰۹۰ × ۱۷۱۰ میلی‌متر، با فاصله محوری ۳۷۳۰ میلی‌متر، که به‌طور قابل توجهی از نسل قبلی بزرگ‌تر است. این خودرو به یک موتور توربوشارژ هشت سیلندر با حجم ۴ لیتر مجهز است که توان حداکثری ۲۸۵ کیلووات (معادل ۳۸۲ اسب بخار یا ۳۸۷ اسب بخار متریک) تولید می‌کند.
در نوامبر ۲۰۲۳، شرکت هونگچی به‌صورت رسمی در شبکه اجتماعی ویبو اعلام کرد که این خودرو در سال ۲۰۲۴ تحویل مشتریان خواهد شد.
در آوریل ۲۰۲۴، نسل دوم ال۵ به‌طور رسمی به «هونگچی گوئولی» (红旗国礼) تغییر نام داد.
قیمت مدل گوئولی در ژوئن ۲۰۲۴ اعلام شد: ۷٬۱۸۰٬۰۰۰ رنمینبی.